# محمد آتشي
محمد آتشي (مواليد 16 يناير 2002) هو لاعب كرة قدم فرنسي يلعب في مركز المهاجم في نادي نانت.

## وصلات خارجية
- محمد آتشي على موقع قاعدة بيانات كرة القدم.إي يو (الإنجليزية)
- محمد آتشي على موقع Soccerway.com (الإنجليزية)